# سیارک ۴۷۸۳
سیارک ۴۷۸۳ (به انگلیسی: 4783 Wasson، نامگذاری:1983AH1) چهار هزار و هفتصد و هشتاد و سومین سیارک کشف شده‌است که در ۱۲ ژانویه ۱۹۸۳ کشف شد.
قدر مطلق سیارک برابر ۱۳٫۷۰ است.